# Leandra lancifolia
Leandra lancifolia är en tvåhjärtbladig växtart som beskrevs av Célestin Alfred Cogniaux. Leandra lancifolia ingår i släktet Leandra och familjen Melastomataceae. Inga underarter finns listade i Catalogue of Life.